# Love Yourself: Tear
Love Yourself 轉 'Tear' (estilizado como LOVE YOURSELF 轉 'Tear') é o terceiro álbum de estúdio coreano (sexto no geral) pelo boy group sul-coreano BTS. O álbum foi lançado no dia 18 de maio de 2018 pela Big Hit Entertainment. Está disponível em quatro versões e contém onze faixas, com "Fake Love" sendo seu primeiro single. O álbum conceitual explora temas relacionados às dores e tristezas de uma separação.
O álbum estreou em primeiro lugar na Billboard 200 nos Estados Unidos, vendendo 135 mil unidades. Foi a primeira vez que um álbum do BTS estreou no topo no mercado ocidental e o primeiro álbum coreano a chegar ao topo da parada de álbuns dos Estados Unidos.

## Preparações e lançamento
Love Yourself: Tear foi anunciado pela primeira vez no dia 14 de abril de 2018, após o lançamento de um curta de nove minutos intitulado "Euphoria: Theme of Love Yourself 起 Wonder" em 5 de abril. O vídeo incluiu um novo single, também chamado "Euphoria", gravado como um solo pelo membro Jungkook. A música foi produzida por DJ Swivel, Candace Nicole Sosa, Melanie Fontana, Bang Si-hyuk, Supreme Boi, Adora e o líder do BTS, RM, e foi elogiado por seu estilo synth-pop e elementos de Tropical house. Tear foi concebido como uma continuação do EP do BTS de 2017 intitulado Love Yourself: Her, com "Euphoria" servindo para conectar os dois lançamentos.
Em 6 de maio, o trailer do álbum, apresentando uma nova música intitulada "Singularity", foi lançado. O solo de neo-soul foi gravado pelo membro V, e serve como faixa de introdução para o álbum. "Singularity" foi produzida pelo compositor britânico Charlie J. Perry, com letras também fornecidas pelo líder RM. O trailer foi elogiado por sua atmosfera sensual, de sonho, uso de simbolismo e contraste, e pelo desempenho carismático de V. A música em si recebeu elogios por sua melodia assombrosa, elementos de jazz e tema desesperador. Fotos promocionais de conceito apresentando quatro temas diferentes foram lançadas em 8 de maio, para as versões "O" e "R", e em 10 de maio para as versões "Y" e "U". A lista oficial de onze músicas foi lançada em 13 de maio, revelando uma segunda colaboração com Steve Aoki, nomeada "The Truth Untold", bem como uma faixa intitulada "Airplane pt.2", considerada uma extensão da faixa Airplane da Mixtape do membro, J-Hope, intitulada Hope World.
Em 14 de maio, o primeiro teaser do que foi revelado como sendo o primeiro single, "Fake Love", foi lançado através do canal oficial da BigHit no YouTube. A música tem sido descrita como "uma faixa de gênero emo hip hop com um som de guitarra grunge rock & beat groovy trap que cria uma melancolia estranha", e letras que "representam claramente o tema do álbum ao perceber que um amor que foi pensado ser fadado era na verdade uma mentira". A Billboard Music Awards lançou um pequeno vídeo do clipe da música em 15 de maio, que mostrou parte da nova coreografia e provocou uma linha do refrão da música, "I'm so sick of this fake love". BigHit lançou o segundo e último teaser em 16 de maio. Em 18 de maio, o álbum foi lançado, junto com o videoclipe do single "Fake Love".

## Promoções

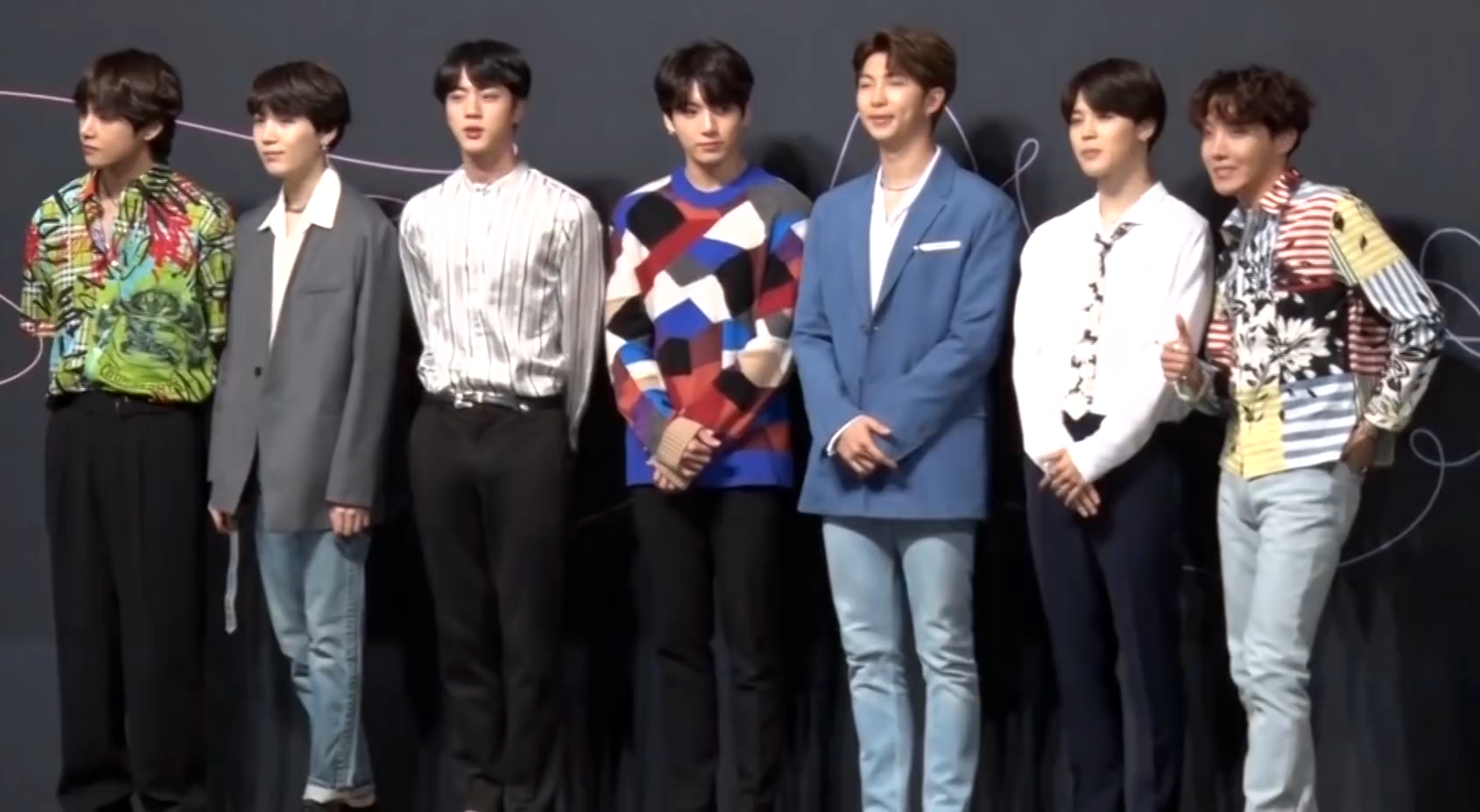
BTS at a press conference for their 2018 LP Love Yourself: Tear on 24 May 2018

Em 18 de maio de 2018, duas horas antes do lançamento do álbum, um "Comeback Preview Show" foi transmitido ao vivo de Los Angeles no site de transmissão da Naver VLIVE, apresentando BTS, discutindo o lançamento do novo álbum. O "Comeback Preview Show" obteve mais de 3,3 milhões de espectadores. "Fake Love" fez sua estreia mundial na televisão em 20 de maio, quando o BTS a apresentou ao vivo no palco da Billboard Music Awards.
Como já havia sido feito para o álbum Love Yourself: Her, um especial "BTS Comeback Show", apresentado pela Mnet, foi transmitido ao vivo no mundo todo em 24 de maio, apresentando performances de "Fake Love" e várias músicas do "lado B" do álbum. O grupo revelou imagens dos bastidores, preparativos de retorno e apresentou um vídeo especial especificamente para seus fãs. O show foi transmitido simultaneamente online via Mnet Japan, YouTube, Facebook e Joox. BTS também perfomou "Fake Love" no programa americano The Ellen DeGeneres Show, em 25 de maio, marcando sua segunda aparição no programa.

## Recepção critica
| Críticas profissionais | Críticas profissionais |
| Avaliações da crítica  | Avaliações da crítica  |
| Fonte                  | Avaliação              |
| ---------------------- | ---------------------- |

Sheldon Pearce da Pitchfork escreveu que o álbum "A formula é um álbum slick, vagamente temático sobre amor e perda, com um foco mais forte no rap do que antes." Enquanto Elias Leight da Rolling Stone afirmou que BTS Love Yourself: Tear é K-Pop com orgulho de estilo".

## Desempenho comercial
Entre 18 e 25 de abril de 2018, os primeiros seis dias do período de pré-venda de “Love Yourself: Tear”, a iriver Inc. relataram que o álbum vendeu mais de 1,44 milhões de cópias no mercado interno. As vendas superaram o próprio Love Yourself: Her, do BTS, como o álbum mais pré-encomendado na Coreia e fizeram do BTS o primeiro grupo de K-pop a ter vários álbuns que excedem um milhão de pré-encomendas.

## Lista de músicas
Créditos adaptados de aprovação da Korean Broadcasting System para transmissão pública e as notas do álbum físico.
| N.º            | Título                                                                            | Produtor(es)                                                                    | Duração |  |
| 1.             | "Intro: Singularity"                                                              | Charlie J. Perry RM                                                             | 3:14    |  |
| 2.             | "Fake Love"                                                                       | hitman Bang                                                                     | 4:02    |  |
| 3.             | "전하지 못한 진심" (feat. Steve Aoki) (Jeonhaji moshan jinsim / The Truth Untold) | Slow Rabbit RM Annika Wells Noah Conrad Jake Torrey Roland Spreckley Steve Aoki | 4:02    |  |
| 4.             | "134340"                                                                          | RM J-Hope Pdogg Adora Orla Gartland Martin Luke Brown Suga Jeong Babi           | 3:49    |  |
| 5.             | "낙원" (Paradise)                                                                 | RM J-Hope MNEK SUGA lophiile                                                    | 3:30    |  |
| 6.             | "Love Maze"                                                                       | RM                                                                              | 3:40    |  |
| 7.             | "Magic Shop"                                                                      | RM J-Hope Adora Suga Jungkook DJ Swivel Hiss Noise Nicole Sosa                  | 4:36    |  |
| 8.             | "Airplane pt. 2"                                                                  | RM J-Hope Pdogg Ali Tamposi SUGA hitman Bang, Liza Owen Roman                   | 3:39    |  |
| 9.             | "Anpanman"                                                                        | Jinbo RM Pdogg Suga Supreme Boi ”hitman” Bang                                   | 3:54    |  |
| 10.            | "So What"                                                                         | RM J-Hope Pdogg Adora SUGA ”hitman” Bang                                        | 4:44    |  |
| 11.            | "Outro: Tear"                                                                     | RM J-Hope SUGA DOCSKIM Shin Myeong Su                                           | 4:45    |  |
| Duração total: | Duração total:                                                                    | Duração total:                                                                  | 43:59   |  |

## Charts
| Gráfico (2018)                        | Posição de pico |
| ------------------------------------- | --------------- |
| Bélgica (Ultratop Flandres)           | 6               |
| Bélgica (Ultratop Valônia)            | 18              |
| Países Baixos (Dutch Charts)          | 6               |
| Alemanha (Offizielle Deutsche Charts) | 17              |
| Irlanda (IRMA)                        | 8               |
| Italian Albums (FIMI)                 | 34              |
| Japan Hot Albums (Billboard)          | 1               |
| New Zealand Albums (RMNZ)             | 5               |
| Noruega (VG-lista)                    | 2               |
| South Korean Albums (Gaon)            | 1               |
| Swedish Albums (Sverigetopplistan)    | 6               |
| Reino Unido (Official Albums Chart)   | 8               |

## Histórico de lançamentos
| País          | Data               | Formato             | Empresa                      |
| ------------- | ------------------ | ------------------- | ---------------------------- |
| Coreia do Sul | 18 de Maio de 2018 | CD Download digital | Big Hit Entertainment IRIVER |
| Mundial       | 18 de Maio de 2018 | Download Digital    | Big Hit Entertainment IRIVER |